# Будівля Верховної Ради
Буди́нок Верхо́вної Ра́ди — споруда в Україні на площі Конституції у Києві, побудована 1939 року за проєктом архітектора Володимира Заболотного. Будинок українського парламенту використовують для проведення засідань Верховної Ради України.

## Історія будівництва

Володимир Заболотний

Після перенесення в 1934 році столиці УСРР з Харкова до Києва було розроблено й затверджено генеральний план будівництва та реконструкції Києва.
У лютому 1936 року було оголошено архітектурний конкурс на найкращий проєкт приміщення будинку засідань ВУЦВК, до якого були залучені провідні фахівці, відомі в Українській СРР архітектори: Валеріян Риков, Володимир Заболотний, Сергій Григор'єв і Яків Штейнберг. Журі зупинило свій вибір на проєкті, запропонованому Володимиром Заболотним.
Будинок українського парламенту споруджувався протягом 1936—1939 років і на початку літа 1939 року був прийнятий державною комісією з оцінкою «відмінно».
Указом Президії Верховної Ради Української РСР від 10 січня 1940 року за успішну роботу по спорудженню Будинку Верховної Ради УРСР, автор проєкту професор В. Г. Заболотний та начальник будівництва інженер Г. І. Пінскер були нагороджені Почесними грамотами Президії Верховної Ради УРСР та отримали грошові премії (5000 і 3000 карбованців відповідно).
Автор проєкту Володимир Заболотний у 1940 році був удостоєний Державної премії та призначений головним архітектором міста Києва. Архітектура будинку втілює притаманні тому часу класичні прийоми і форми. Світлий колір і співзвучність природному ландшафту роблять його справді київською спорудою. Будинок Верховної Ради є зразком «української архітектурної класики».
З 25 липня 1939 року в будинку Верховної Ради України за адресою вулиця Михайла Грушевського, 5 відбуваються засідання українського парламенту.
Будинок спроєктований у строгій прямокутно-симетричній формі, невисоким — лише три поверхи. Його увінчує купол з металу і скла. Скляний купол з освітлювальним плафоном забезпечує приміщення природним світлом. Діаметр плафона близько 16 метрів. У центрі його розміщено кришталеву люстру, що за формою нагадує соняшник, мотив якого часто використовують в українському народному мистецтві. На основі національних мотивів в освітлювальний плафон зали введено кольорове скло. Пласка покрівля сучасної споруди додає їй композиційної гармонії.
Під час Німецько-радянської війни будинку було завдано значних пошкоджень. У процесі реконструкції у 1948—1952 роках до головної споруди було добудовано триповерхову північно-західну частину для службових приміщень, що має в плані напівкільцеву замкнуту форму з внутрішнім подвір'ям.
Під час реставраційних робіт 1985 року, які здійснювалися під керівництвом Наталії Чмутіної, перед ризалітами центрального входу встановлено чотири скульптурні групи (скульптор В.Зноба), що передбачалося оригінальним проєктом. Ці скульптури репрезентують різні верстви населення України: робітників, селян, науковців, інтелігенцію.
У 1991 р. під час прийняття Акта проголошення Незалежності України з будівлі парламенту було спущено Державний Прапор УРСР і піднято стяг блакитного й жовтого кольорів, який згодом було затверджено як державний прапор.
В 1990-х рр. будинок Верховної Ради зазнав певної реконструкції та декомунізації. У 2001 р. з фасаду були зняті чотири декоративні серпи й молоти. Статуя Леніна, що була розміщена позаду президії, була демонтована, замість неї встановлено Державний Прапор України. На межі століть на тій стіні було розміщено зображення мапи України, горизонтально поділеної на синю та жовту частини. Влітку 2008 р., за ініціативи Голови Верховної Ради Арсенія Яценюка, з зали прибрали комуністичну символіку, а замість карти було розміщено стилізацію Державного Прапора України
Ззовні споруда виконана у світлих тонах завдяки застосуванню світлого теразитового тиньку та світло-сірого турчинського граніту. З цими тонами контрастує темний тон цоколя, виконаний з полірованого лабрадориту і має значний виступ відносно площини стін. Усі приміщення триповерхової споруди виконані в єдиному компактному обсязі. Фасади симетричні та мають єдиний ордер, що одержав більш об'ємну трактовку в колонаді головного фасаду (четвертеві колони), а також на основних площинах бокових фасадів (тричетвертеві колони).
25 лютого 2014 року зі шпиля будівлі Верховної Ради була демонтована бронзова зірка. Депутати вирішили недоречним знаходження радянського символу на будівлі парламенту України. Через рік, 29 жовтня 2015, на шпилі була встановлена центральна фігура державного герба — золотий тризуб великого князя Володимира.

## Будова сесійного будинку

### Перший поверх

Парадні сходи до сесійної зали

Художня композиція «Квітуча Україна», 1946

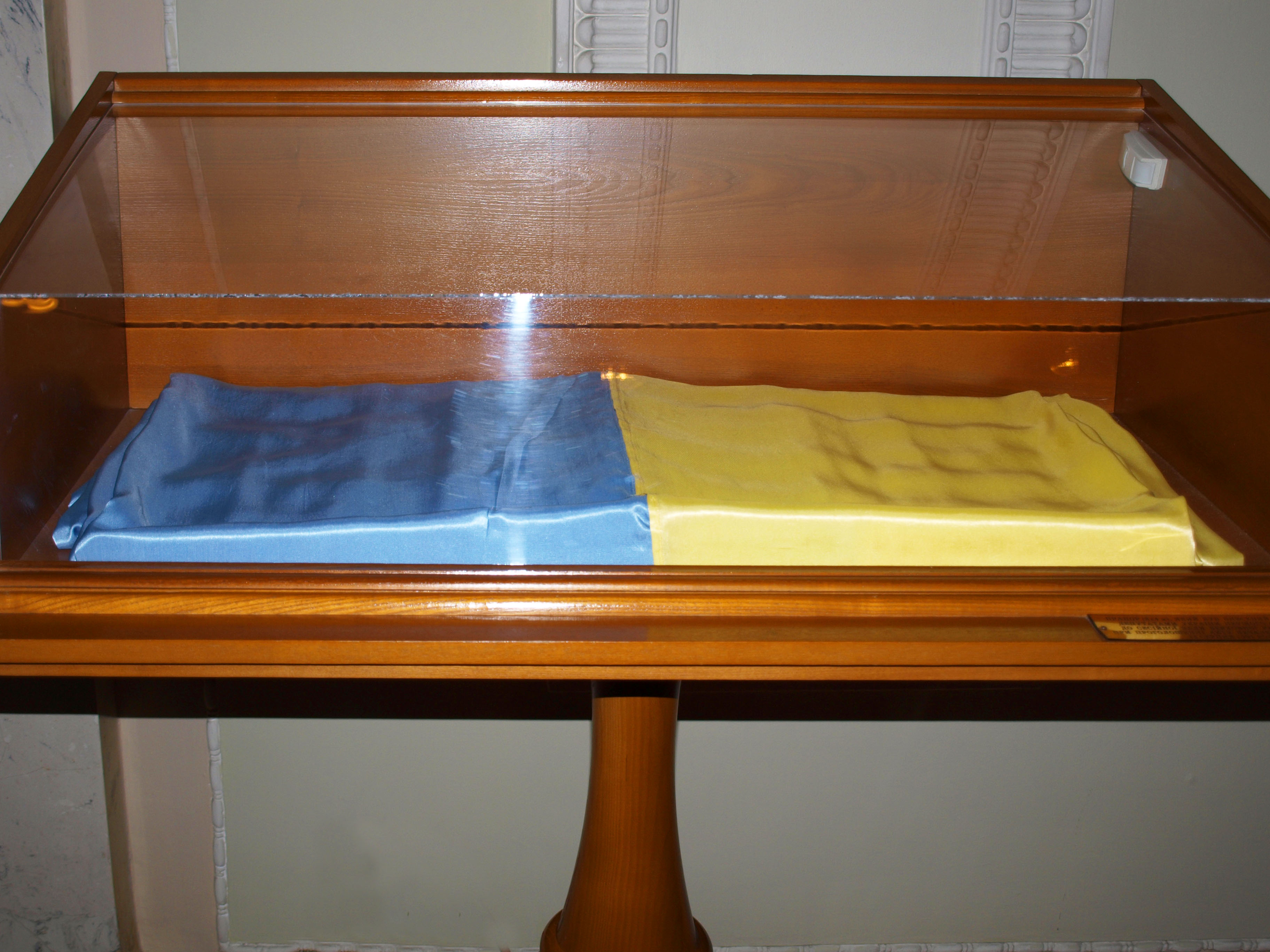
Прапор України, внесений у сесійний зал Верховної Ради 24.08.1991. Музей ВРУ

Вестибюль головного входу простий за архітектурними формами, безпосередньо поєднаний урочистими сходами зі світлими парадними кулуарами-фоє другого поверху, оздобленими рядом пристінних колон із мармуру зі стилізованими коринфськими капітелями на кшталт фасадних.
Гармонійність архітектурних форм відчувається й у вирішенні інтер'єрів. Якісний тиньк, різні види природного та штучного мармуру, цінні породи дерева, нікельований метал, мідь, бронза, інкрустація, кольорове високоякісне скло, різьблення по дереву та гіпсу, мозаїка, кольорове рішення — це палітра, яку з великим художнім смаком застосував автор в оформленні внутрішніх приміщень.
Усе, включно з дверними ручками, виконане за авторськими проєктами, що забезпечує єдність стилю в оформленні інтер'єрів. За спеціальними ескізами та проєктами виготовлялися люстри, меблі, розписувалися плафони тощо.
В інтер'єрі вестибюля й головного фоє використано класичний художній прийом органічного поєднання архітектури й монументального малярства. Слід відзначити, перш за все, велику художню композицію «Квітуча Україна», виконану в плафоні ленінградськими художниками В. і Б. Щербаковими. Розташований у центральній частині стелі головного фоє над парадними сходами, цей плафон ніби ілюзорно продовжує простір інтер'єру.
Поряд із декоративними формами, виконаними на основі класичної архітектурної спадщини, значне місце в інтер'єрах посідають мотиви українського народного декоративного мистецтва, що знайшли відбиття у ліпних деталях, розпису та інкрустації по дереву тощо. Ліпні деталі, інкрустації, декоративне оздоблення, розпис приміщень споруди мають національний характер.
Крім головного входу, в основній частині будинку є ще сім бічних входів, при кожному з яких невеликий вестибюль і допоміжні приміщення.
Під сесійною залою в цокольному поверсі будинку розташована нова конференцзала, споруджена під час реконструкції старих приміщень кінозали у 1998–1999 роках.
Генеральний розробник проєкту реконструкції кінозали — Інститут «Укрпроектреставрація», яка брала участь і в попередніх реконструкціях будівель Верховної Ради України. Цей проєкт передбачав переобладнання приміщення наявного кінозалу, кінопроєкційної та прилеглих кулуарів під комплекс нових приміщень. Очолювала реконструкцію головний архітектор Тетяна Філіпова.
До цього комплексу входять:
- багатофункціональна конференц-зала площею 200 м² на 99 місць
- кімната переговорів, площею 53 м²
- чотири кабіни перекладачів
- апаратні

У центрі зали розміщується круглий стіл, по периметру — малі столи, уздовж торцевої стіни — місця для гостей і преси. Столи обладнані мікрофонами та навушниками для синхронного перекладу. Біля центральної стіни на пересувній платформі встановлюється телевізійний екран, на бокових стінах розміщені малі телеекрани. Зала освітлюється трьома великими кришталевими люстрами. Люстри та меблі було виконано за спеціальними ескізами.
Для розташування додаткових світильників постановочного освітлення на стелі зали влаштована конструкція підвісного коробу, яка прикрашена позолоченими ліпними деталями. Архітектурне оздоблення зали виконано за принципом збереження стилістичних особливостей будівлі. У зв'язку зі зміною функції приміщення і збільшення вимог до його оздоблення було дещо ускладнено ліпний декор, що надало залі святково-урочистого вигляду.

### Другий поверх
На ІІ поверсі парламентського будинку навпроти центрального входу до сесійної зали проводиться реєстрація народних депутатів України та забезпечення їх робочими матеріалами. Праворуч — велике електронне табло інформаційної системи «Рада-3».
Ліворуч — художнє полотно «Державотворення» (художник О. Г. Кулаков), на якому відображено момент прийняття Акта проголошення незалежності України. Відкриття картини відбулося 22 серпня 2001 року з нагоди 10-ї річниці Незалежності України. Того ж дня в кулуарах сесійного будинку було відкрито Галерею портретів голів Верховної Ради України Івашка Володимира Антоновича, Кравчука Леоніда Макаровича, Плюща Івана Степановича, Мороза Олександра Олександровича, Ткаченка Олександра Миколайовича (художник О. Г. Кулаков) та меморіальної дошки на фасаді сесійного будинку Верховної Ради України, на якій відтворено текст Акта проголошення незалежності України, схваленого парламентом 24 серпня 1991 року.

### Сесійна зала

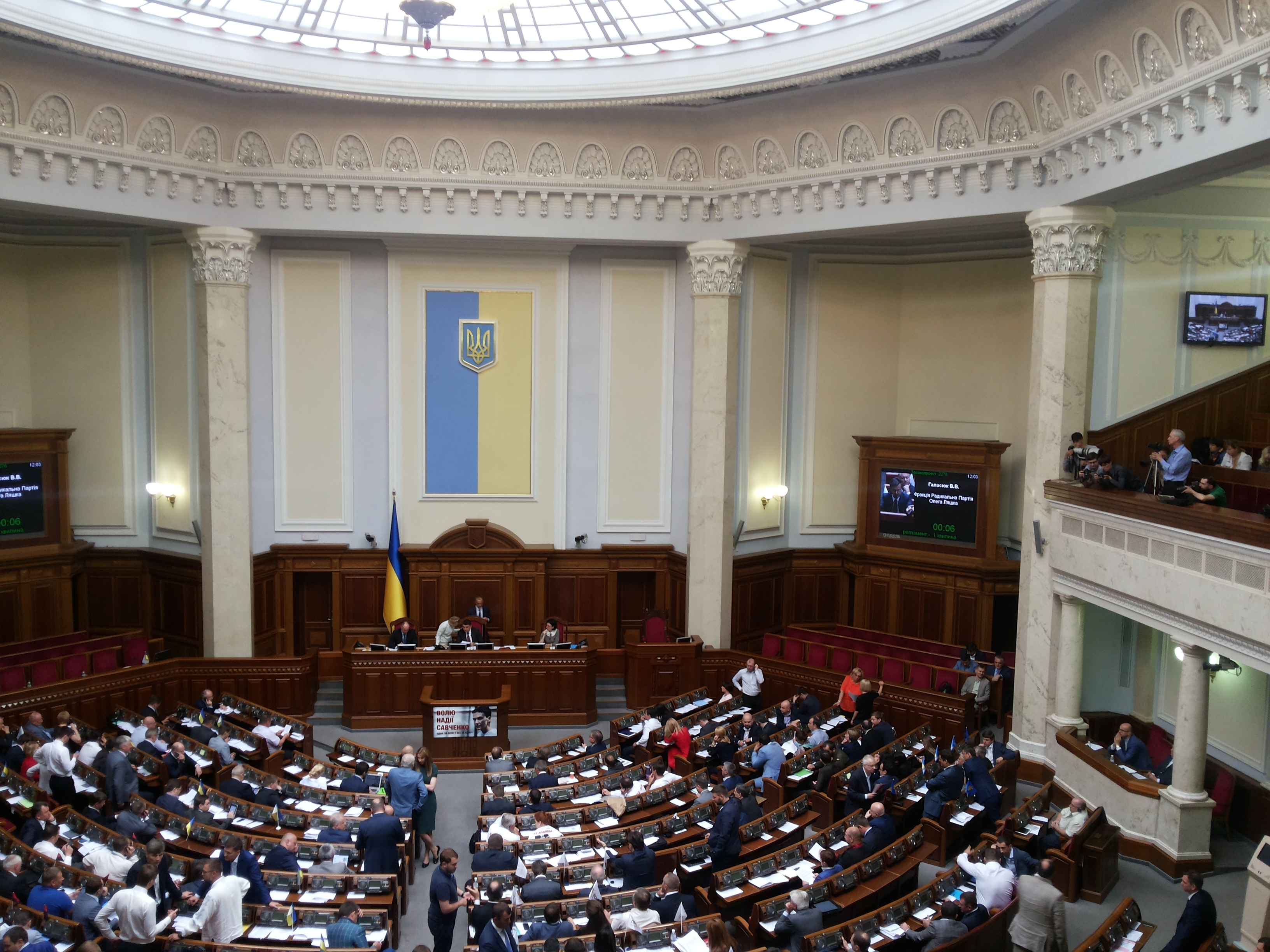
Виступ з місця депутата в сесійній залі Верховної Ради України

Центром об'ємної композиції будинку Верховної Ради України є розташована на другому поверсі сесійна зала на 1000 місць. Вона має загальну площу в плані близько 650 м². Форма її восьмигранна з об'ємами лож і балконів, розміщених за межами основного восьмигранника.
До структури сесійної зали належать:
- партер із секторною системою розміщення місць займають народні депутати України
- стіл президії на підвищеній частині підлоги з місцями, призначеними для Голови Верховної Ради України та двох його заступників
- ложа Президента України (праворуч від столу президії)
- ложа уряду (ліворуч від столу президії)
- ложа для поважних гостей
- трибуна для доповідача (нижче столу президії)
- інші ложі партеру займають народні депутати України
- балкон, на якому розташовані ложі дипломатичного корпусу та преси, місця для гостей.

### Третій поверх
Прикладом найкращого інтер'єру будинку є фоє ІІІ поверху, вирішене у вигляді колонади, що підтримує стелю, розділену на невеликі плафони з люстрами. Ліпні деталі, інкрустація та інше декоративне оздоблення інтер'єрів органічно поєднують у собі стиль спрощеної класики зі суто українськими мотивами декоративного мистецтва.
У холі відбуваються термінові засідання депутатських фракцій і груп, розміщено кулуари ложи преси, де відбуваються прес-конференції, брифінги, інтерв'ю тощо.
Під час парламентських слухань та розгляду конкретних питань у сесійній залі у фоє ІІІ поверху виставляються тематичні інформаційні експозиції. Періодично проводяться виставки живопису, графіки, народної творчості, фото, книжкових, документальних, музейних та інших експозицій.

## Система «Рада»
За кожним народним депутатом України закріплене персональне робоче місце, обладнане електронним пультом системи «Рада-2» з відповідними функціями: реєстрація, голосування, запис на виступ з місця, мікрофон для виступу з місця та міні-монітор. Розробник системи Анатолій Морозов.

Система «Рада-2»

На міні-комп'ютері можна отримати таку інформацію про хід поточного пленарного засідання Верховної Ради України:
- порядок денний пленарного засідання;
- поточну чергу на виступ з місця;
- загальні результати голосування, а також голосування в розрізі депутатських фракцій (груп) та поіменно;
- склад депутатського корпусу
- ідентифікація народних депутатів
- можливість депутатів брати участь у колективному обговорені питання (online)

У двох кутових ложах ліворуч і праворуч від столу президії розташовані великі табло інформаційно-технічної системи «Рада-2».

## Паркан довкола будинку Верховної Ради
20 вересня 2011 року під стінами Верховної Ради відбувся кількатисячний мітинг афганців та чорнобильців проти скасування пільг. Частина мітингувальників прорвала огорожу, а 12 афганців прорвались до фоє будинку. Після цієї події вночі було перенесено огорожу, а вже за кілька днів будівлю Верховної Ради обгородили ще одним парканом заввишки понад 2 метри. За короткий час паркан декілька разів ламали та встановлювали знову, при цьому роботи часто проводилися під прикриттям ночі. ЗМІ назвали паркан довкола Верховної Ради символом закритості, страху та зневаги народних депутатів України 6-го скликання до українського народу. Жодна посадова особа не взяла на себе відповідальність за встановлення паркану попри численні запити громадських організацій, медіа та опозиційних народних депутатів.

## Галерея

Вид на будинок з Маріїнського парку
Головний фасад будинку
Купол будинку
Під'їзд №1
Під'їзд №2
Макет Верховної ради в Гідропарку
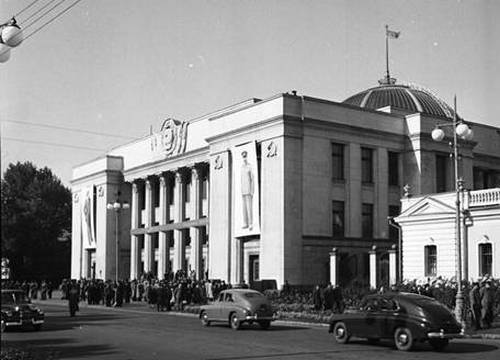
Будинок Верховної Ради УРСР в день відкриття сесії. 24 вересня 1952 рік
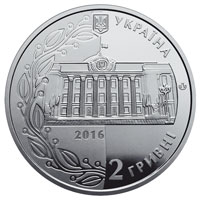
Зображення будівлі Верховної Ради на ювілейній монеті НБУ